# جيم توماس (شاعر)
جيم توماس (بالإنجليزية: Jim Thomas)‏ هو شاعر أمريكي، ولد في 1930، وتوفي في 2009.